# Воєнний кубок Футбольної ліги
Воєнний кубок Футбольної ліги (англ. Football League War Cup) — футбольне змагання, що проводиться Футбольною асоціацією Англії в період між 1939 і 1945 роком, яке було направлено на заповнення вільного ігрового часу під час Другої світової війни, що з'явився внаслідок скасування проведення чемпіонату та розіграшу кубка Англії.

## Історія
На кінець 1930-х років через початок Другої світової війни з Німеччиною проведення змагань стало неможливим. 1 вересня 1939 роки відбулось вторгнення Німеччини до Польщі і Невілл Чемберлен оголосив війну нацистській Німеччині.
Незабаром після оголошення війни більшість змагань були скасовані, оскільки увага країни була звернена до військових дій. Більш ніж 780 гравців пішли воювати, і в результаті більшість найкращих команд Англії були виснажені — наприклад, з «Ліверпуля» пішли на війну 76 гравців, з «Вулвергемптона» — 91, а «Гаддерсфілд Таун», «Лестер Сіті» і «Чарльтон Атлетик» покинули понад 60 гравців. Воєнний кубок Футбольної ліги було проведено в період між 1939 і 1945 роком, метою якого було заповнення вільного ігрового часу під час війни.
У травні 1945 року Німеччина капітулювала після самогубства Адольфа Гітлера. 1945 року Воєнний кубок Футбольної ліги був скасований і відновлений Кубок Англії з новою структурою проведення турніру: були введені домашні та матчі-відповіді, додатковий час і пенальті, а також перегравання.

## Переможці

### Північні фінали
| Сезон   | Переможець       | Фіналіст          |
| ------- | ---------------- | ----------------- |
| 1942–43 | Блекпул          | Шеффілд Венсдей   |
| 1943–44 | Астон Вілла      | Блекпул           |
| 1944–45 | Болтон Вондерерз | Манчестер Юнайтед |

### Південні фінали
| Сезон   | Переможець       | Фіналіст         |
| ------- | ---------------- | ---------------- |
| 1942–43 | Арсенал          | Чарльтон Атлетик |
| 1943–44 | Чарльтон Атлетик | Челсі            |
| 1944–45 | Челсі            | Міллволл         |

### Фінали
| Сезон   | Переможець                     | Фіналіст        |
| ------- | ------------------------------ | --------------- |
| 1939–40 | Вест Гем Юнайтед               | Блекберн Роверз |
| 1940–41 | Престон Норт-Енд               | Арсенал         |
| 1941–42 | Вулвергемптон Вондерерз        | Сандерленд      |
| 1942–43 | Блекпул                        | Арсенал         |
| 1943–44 | Чарльтон Атлетик і Астон Вілла |                 |
| 1944–45 | Болтон Вондерерз               | Челсі           |